# Kodeks 0289
Kodeks 0289 (Gregory-Aland no. 0289) – grecki kodeks uncjalny Nowego Testamentu na pergaminie, datowany metodą paleograficzną na VII lub VIII wiek. Rękopis jest przechowywany na Synaju. Tekst rękopisu jest wykorzystywany we współczesnych wydaniach greckiego Nowego Testamentu. Jest palimpsestem. 

## Opis
Zachowało się 8 pergaminowych kart rękopisu z greckim tekstem Listu do Rzymian (8,19-21.32-35) i 1. Listu do Koryntian (2,11-4,12; 13,13-14,1.3-11.13-19). Karty rękopisu mają rozmiar 22 na 19 cm. Tekst jest pisany dwoma kolumnami na stronę, 27 linijek tekstu na stronę . 
Jest palimpsestem, tekst górny zawiera teksty liturgiczne w języku greckim . 

## Historia
INTF datuje rękopis 0289 na VII lub VIII wiek . 
Rękopis został znaleziony w maju 1975 roku podczas prac restauracyjnych w klasztorze wraz z wieloma innymi rękopisami . Na listę greckich rękopisów Nowego Testamentu wciągnął go Kurt Aland, oznaczając go przy pomocy siglum 0289. Został uwzględniony w II wydaniu Kurzgefasste. 
Rękopis jest wykorzystywany we współczesnych wydaniach greckiego Nowego Testamentu (NA27, NA28). Nie wykorzystano go w UBS4. 
Rękopis jest przechowywany w Klasztorze Świętej Katarzyny (N.E. ΜΓ 99) na Synaju .